# James Weekes
James Weekes   (Nova York, 11 de setembre de 1911 - Dublín, 13 de juny de 1977) va ser un regatista estatunidenc que va guanyar una medalla olímpica. Es graduà a Universitat Harvard. Durant la Segona Guerra Mundial va lluitar a la Guerra del Pacífic.
El 1948 va prendre part en els Jocs Olímpics d'Estiu de Londres, on a bord del Llanoria i en companyia de Herman Whiton, Alfred Loomis, James Smith i Michael Mooney, guanyà la medalla d'or en la prova dels 6 metres.